# Station Heiligenberg-Mollkirch
Station Heiligenberg-Mollkirch is een spoorwegstation op de grens van de Franse gemeente Heiligenberg en Mollkirch